# Los jefes (libro de cuentos)
Los jefes es un libro de cuentos del escritor peruano Mario Vargas Llosa, publicado en 1959. Es una colección de seis relatos breves encabezado por el que da nombre a la obra. Fue el primer libro que publicó el autor, que por entonces tenía 23 años de edad; es a la vez su único libro de cuentos. Fue galardonado en España con el Premio Leopoldo Alas (1958). Con esta obra se inició formalmente la narrativa de Vargas Llosa, que en el 2010 fue galardonada con el Premio Nobel de Literatura.

## Historia de su publicación
Los seis cuentos que conforman Los jefes fueron escritos por Mario Vargas Llosa entre los años 1953 y 1957, mientras estudiaba en la Universidad Nacional Mayor de San Marcos, en el Perú (aunque uno de ellos, no precisado, lo fue en 1958, en Madrid). A decir del mismo autor, fueron los sobrevivientes de una infinidad de relatos cortos escritos en "esos años difíciles en los que, pese a que la literatura era lo que más me importaba en el mundo, no me pasaba por la cabeza que algún día sería, de veras, escritor".
Dos de los cuentos fueron publicados previamente en Lima y de manera individual: El abuelo (que apareció en el diario El Comercio, 9 de diciembre de 1956)y Los jefes (en la revista Mercurio Peruano, febrero de 1957),  aunque este último fue el primero en ser escrito. A fines de 1957, Vargas Llosa se presentó a un concurso de cuentos organizado por La Revue Française, una importante publicación francesa dedicada al arte. Su relato El desafío obtuvo el primer premio, que consistía en quince días de visita en París. El cuento fue traducido al francés y publicado en dicha revista.
Tras ser becado para seguir cursos de posgrado en la Universidad Complutense de Madrid, Vargas Llosa se trasladó a España en 1958. Fue en este país donde se le ocurrió seleccionar cinco cuentos suyos para conformar un libro, el cual presentó a un concurso de narrativa breve, el Leopoldo Alas, que ganó. Al año siguiente la obra fue publicada por la editorial Roca de Barcelona, con prólogo de Juan Planas Cerda.
En el Perú, la publicación de este libro tomó de sorpresa a los círculos literarios, que hasta entonces conocían a Vargas Llosa solo como un periodista y aspirante a dramaturgo, y cuya más conocida incursión en la narrativa de ficción era su cuento «El abuelo», publicado en el diario El Comercio (pues los otros relatos que diera a la luz por entonces, «Los jefes» y «El desafío», habían aparecido en publicaciones poco difundidas en el medio peruano).
Todo lo antedicho preparó el ambiente para la publicación de la primera novela del autor: La ciudad y los perros, en 1963.

## Ediciones
La primera edición del libro (Ediciones Roca, Barcelona, 1959) contenía cinco cuentos: «Los jefes», «El desafío», «El hermano menor», «Día domingo» y «El abuelo». Este último fue sustituido en una segunda edición (Populibros Peruanos, Lima, 1963), por «Un visitante». La tercera edición (José Godard Editor, Lima, 1965) volvió a incluirlo y mantuvo el otro relato. En las sucesivas ediciones del libro se han incluido los seis relatos.
Desde 1980, esta colección de cuentos se publica conjuntamente con el extenso relato Los cachorros, del mismo autor (Los jefes – Los cachorros, editorial Seix-Barral).

## Los seis cuentos del libro

### Los jefes
Narrado en primera persona por uno de sus protagonistas, un estudiante de 5º año de secundaria de un colegio piurano, trata de una rebelión estudiantil contra la decisión del director de no poner horarios a los exámenes finales. Asimismo, trata de la rivalidad del protagonista con Lu, un compañero que le ha desbancado en el liderazgo de la banda de los «coyotes». Ambos muchachos se ven obligados a olvidar sus discrepancias para hacer frente al enemigo común, personificado en el director del colegio.  La huelga se disuelve ante la negativa de continuarla de parte de los alumnos de primaria y de los primeros años de secundaria, temerosos de las represalias de las autoridades del colegio.

### El desafío
Este cuento  está también narrado en primera persona, esta vez por un tal Julián, y trata sobre un duelo a muerte entre dos hombres, por una cuestión del honor viril.  El relato se abre cuando Julián se entera en un bar de Piura que su amigo llamado Justo había sido retado a duelo a navaja por un forajido apodado el Cojo. La pelea se realiza en un cauce seco del río Piura, en medio de un inmenso tronco llamado «La Balsa», y es presenciado por Julián y un viejo llamado Leonidas (que por el momento se identifica solo como un allegado de Justo). El Cojo es quien desde el principio se perfila como el más hábil y fuerte de los contrincantes, siendo alentado por su pandilla de maleantes. Cuando ya tiene sometido a Justo, el Cojo le grita al anciano: "«¡Don Leónidas!... ¡Dígale que se rinda!»". El viejo responde: "«¡Calla y pelea!»". Justo resulta muerto y su cadáver es transportado por sus compañeros, de vuelta a la ciudad. Al final se revela que Leónidas es el padre de Justo, lo que da un final sorpresivo al relato.

### El hermano menor
Este cuento es el único de la colección que está ambientado en la sierra peruana y tiene como protagonistas a dos jóvenes hermanos: David, el mayor, y Juan, el menor. Pertenecen a la clase de los hacendados, pero han sido criados en ambientes distintos: David ha vivido siempre en la hacienda familiar, mientras que Juan se ha educado en la costa, en un ambiente urbano. Ambos son de carácter contrapuesto: David ha heredado la brutalidad de sus antecesores hacia los indígenas, mientras que Juan se muestra más justo y ecuánime. Aparecen en el relato persiguiendo por el campo a un indio fugitivo de la hacienda, acusado de violación sexual por Leonor, la hermana de ambos jóvenes; sucedía que aquel indio había tenido el encargo de David de acompañar a todo lado a Leonor, como una especie de guardián permanente; el indio, según la versión de Leonor, había aprovechado esa confianza para perpetrar su delito. Los hermanos encuentran al indio escondido cerca de una catarata; David lo ataca dándole de golpes, hasta matarlo, mientras que Juan intenta infructuosamente separarlo; consumado el crimen, ambos regresan a la hacienda. Pero Juan, impactado por lo visto, le dice a su hermano que se marchará de vuelta a la ciudad, pues de seguir en la hacienda, terminará «creyendo que es normal hacer cosas así». Ambos van a ver a Leonor, a quien ocultan lo sucedido y le dicen que el indio había escapado, pero le aseguran que pronto sería capturado. Entonces Leonor hace una confesión escalofriante: en realidad era mentira lo de la violación, que había inventado esa historia para verse libre de su guardián indio cuya presencia le incomodaba. Esta terrible verdad genera sentimientos de culpa en Juan y la impasibilidad cínica de David. Sin esperar más, Juan monta a caballo dispuesto a abandonar para siempre la hacienda, pero de pronto regresa y se dirige a una construcción llamada «La Mugre» donde eran encerrados los indios que cometían faltas. Juan baja del caballo, rompe a patadas la cerradura y pone en libertad a todos. Luego regresa a casa, satisfecho con su acción. David le recibe y le invita a tomar un trago.

### Día domingo
Este relato trata de otro desafío, en esta ocasión incruento aunque con riesgo de acabar fatalmente: el sostenido entre dos jóvenes miraflorinos, Miguel y Rubén, por el amor de una muchacha llamada Flora. El relato empieza cuando Miguel, tras vencer su timidez, le declara su amor a Flora. Pero ella no quiere darle una respuesta en el momento y dice que primero lo pensará. Miguel se entera entonces que Flora planeaba ir esa misma tarde a una fiesta en casa de una amiga, donde se encontraría con otro joven, Rubén, quien se le declararía. Esto inquieta sobremanera a Miguel, que va en busca de Rubén, a quien encuentra en un bar junto con otros amigos; todos ellos integraban una patota o grupo llamado «los  pajarracos», que seguían peculiares códigos de conducta. Para evitar que vaya al encuentro con Flora, Miguel desafía a Rubén a someterse a pruebas de resistencia. Rubén acepta. Primero compiten a quién bebe y come más, prueba en la que quedan empatados. Luego, Rubén le reta a Miguel a nadar en la playa hasta la reventazón, lo cual era una prueba muy peligrosa por ser invierno y de noche, sumado al estado de embriaguez de ambos. Miguel titubea, más aún al saber que su oponente era un excelente nadador, pero acepta cuando Rubén le promete que si lograba vencerlo, ya no se le declararía a Flora. Ambos se dirigen hacia la playa e ingresan al mar, mientras que sus amigos esperan en la orilla. En medio de la prueba, Rubén sufre un calambre y teme ahogarse, por lo que pide ayuda a Miguel, que lo saca hasta la orilla donde aguardaban sus amigos, a quienes ocultan lo ocurrido, porque Rubén así se lo pide a Miguel. En reciprocidad con este favor, Rubén reconoce el triunfo de Miguel, pero agregando que este se dio «apenas por una puesta de mano». Miguel no responde pero en su interior siente la satisfacción de que pronto todos se enterarían de que había vencido a Rubén, lo que le daría más opción para poder conquistar a Flora.

### Un visitante
El protagonista de este relato es un negro apodado el Jamaiquino, quien de pronto irrumpe en un tambo (posada) situado en los arenales del norte peruano, muy lejos de la ciudad, donde reduce a la dueña llamada Mercedes, a quien ata de los pies y de las manos. Este Jamaiquino era un presidiario al que la policía prometió la libertad si ayudaba a dar con el paradero de un prófugo de la justicia llamado Numa (presumiblemente cómplice suyo en algún delito), que es hijo de Mercedes. El plan del Jamaiquino era esperar a Numa en la posada de su madre, donde un contingente policial escondido aguardaría para capturarlo. Encabezaba a estos policías un teniente, cuyo segundo en el mando era el sargento Lituma. Y efectivamente, aparece Numa, quien inmediatamente es reducido y esposado. Una vez obtenido lo que querían, los policías se retiran a caballo, abandonando al Jamaiquino a su suerte, ante las protestas de este, que aterrado escucha pasos que vienen de los matorrales vecinos: sin duda serían los amigos de Numa, dispuestos a tomar horrible venganza en su persona, por delator.

### El abuelo
Este cuento tiene como protagonista a un anciano o viejecito llamado don Eulogio, un ser hosco y extravagante, al parecer marginado por su familia (su hijo y su hija política) por sus desvaríos. Aparece en el jardín de su casa, de noche, aguardando inquietamente la presencia de un niño, nieto suyo, a quien pretende asustar, a manera de venganza. Para tal fin había conseguido una calavera humana, a la que limpió cuidadosamente con aceite, para colocarla luego en medio del jardín con una vela en su interior. Al ver por fin asomarse al niño, don Eulogio prende sigilosamente la vela y al instante se enciende toda la calavera, ofreciendo así una visión fantasmagórica. El niño, al verla, da un grito de terror, mientras que el abuelo se escabulle y sale hacia la calle, satisfecho de su venganza. Este cuento se aparta notoriamente de la temática de los anteriores relatos.

## Análisis
- El eje principal de estos relatos es la violencia, que se la ve brotar de la manera más natural y que es el elemento que mayormente utilizan los protagonistas para resolver sus problemas.
- Gran parte de los relatos tienen como protagonistas a adolescentes y jóvenes, que en el caso de «Los jefes» y «Día domingo» integran grupos o pandillas. Los hechos que protagonizan estos muchachos se nos muestran más auténticos, al estar inspirados indudablemente en las vivencias juveniles del mismo autor.
- Los protagonistas son de sexo masculino (a partir del segundo cuento aparecen algunas figuras femeninas secundarias: la conviviente, la madre, la hermana), que abordan una temática similar: es un mundo machista donde se rinde culto al coraje, a la competencia, a la pelea y a la venganza
- Los escenarios se ubican en diversas localidades del Perú: «Los jefes» y «El desafío» están ambientados en Piura; «El hermano menor» en una hacienda de la sierra peruana; «Día domingo» en el barrio limeño de Miraflores cercano al mar; «El abuelo» en San Isidro, también en Lima, y «Un visitante» en un tambo situado en los arenales del norte peruano.
- El estilo es fluido, limpio, concreto y con algunos ribetes poéticos.

## Técnicas narrativas
En el aspecto técnico, una importante novedad que estos cuentos aportaron a la narrativa peruana fue la apertura inmediata o in media res que consiste en iniciar el relato en el momento de mayor tensión o clímax del mismo, dando cuenta de los episodios previos mediante los llamados flashbacks (técnica más conocida por su uso en la cinematografía), la cual permite a los lectores conocer mejor a los protagonistas.

## Importancia
Esta obra, como lo ha reconocido el mismo autor, es un pequeño microcosmos de la narrativa vargasllosiana, es decir, un antecedente de la temática y personajes de sus narraciones posteriores.  En «Un visitante» irrumpe un personaje que aparecerá en varias de sus novelas: el sargento Lituma, de la Guardia Civil, natural de Piura.